# Brad Kahlefeldt
Bradley „Brad“ Kahlefeldt (* 27. Juli 1979 in Temora) ist ein ehemaliger australischer Duathlet und Triathlet. Er ist zweifacher Olympionike (2008, 2012) und wird in der Bestenliste australischer Triathleten auf der Ironman-Distanz geführt.

## Werdegang
Brad Kahlefeldt wuchs mit fünf Geschwistern auf und er wurde von seinen Eltern, die beide im Marathon-Sport aktiv waren, als Kind schon früh an den Sport herangeführt. Seit 1987 lebt er in Wagga Wagga und Kahlefeldt startete 1993 bei seinem ersten Triathlon in Canberra. Schon als Jugendlicher startete er für Australien 1996 im Duathlon in Italien und im Folgejahr in Spanien. 2000 wurde er Aquathlon-Vizeweltmeister.

### Olympische Sommerspiele 2008
Er gewann 2006 die Commonwealth Games und startete für Australien bei den Olympischen Spielen 2008 in China, wo er den 16. Rang belegte.
2009 holte er sich mit seinem Team in Lausanne die Silbermedaille bei der Erstaustragung der Triathlon-Weltmeisterschaft im Mixed-Team. Seit 2010 trainierte er die australische Triathletin Emma Moffatt (* 1984), mit der er bis 2012 liiert war. Im Juli 2011 holte er sich im Endspurt den Sieg in Hamburg beim vierten Rennen der ITU Triathlon World Championship Series 2011.

### Olympische Sommerspiele 2012
Der australische Triathlonverband nominierte Kahlefeldt zusammen mit Courtney Atkinson und Brendan Sexton für einen Startplatz bei den Olympischen Spielen 2012 in London, wo er den 32. Rang belegte.

Im März 2015 belegte er in Australien bei seinem ersten Start auf der Ironman-Distanz den dritten Rang. Im Oktober 2016 holte er sich in China seinen fünften Sieg bei einem Ironman-70.3-Rennen. Kahlefeldt startete in der Deutschen Bundesliga für das EJOT Team TV Buschhütten.
Sein Spitzname ist Sticksy. Seit Dezember 2016 ist er mit der tschechischen Triathletin Radka Vodičková (* 1984) verheiratet. Im März 2018 erklärte der damals 38-Jährige seine aktive Zeit für beendet.

## Sportliche Erfolge
| Datum/Jahr    | Rang | Wettbewerb                                   | Austragungsort | Zeit        | Bemerkung |
| ------------- | ---- | -------------------------------------------- | -------------- | ----------- | --- |
| 11. Juni 2017 | 3    | Keszthely Triathlon                          | Keszthely      | 03:56:54    | Dritter auf der Mitteldistanz am Plattensee |
| 19. Feb. 2017 | 3    | Bangsaen Triathlon                           | Bangkok        |             | hinter Michael Raelert (1,5 km Schwimmen, 75 km Radfahren und 15 km Laufen)                                                                           |
| 16. Okt. 2016 | 1    | Ironman 70.3 Hefei                           | Hefei          | 03:55:32    | |
| 23. Aug. 2015 | 1    | Ironman 70.3 Bintan                          | Bintan         | 03:55:13    | |
| 22. März 2015 | 3    | Ironman Melbourne                            | Melbourne      | 08:09:21    | erster Ironman-Start |
| 27. Feb. 2015 | DNF  | Challenge Dubai                              | Dubai          | –           | |
| 16. Nov. 2014 | 2    | Challenge Shepparton                         | Shepparton     | 03:48:36    | |
| 19. Okt. 2014 | 2    | Ironman 70.3 Port Macquarie                  | Port Macquarie | 03:56:01    | |
| 7. Sep. 2014  | DNF  | Ironman 70.3 World Championship              | Mont-Tremblant | –           | Rennabbruch auf der Radstrecke |
| 31. Aug. 2014 | 3    | Hy-Vee Triathlon 5150                        | Des Moines     | 01:45:16    | U.S. Championships |
| 8. Juni 2014  | 1    | Ironman 70.3 Cairns                          | Cairns         | 03:50:54    | |
| 4. Mai 2014   | 2    | Ironman 70.3 St. Croix                       | Saint Croix    | 04:08:29    | |
| 27. Apr. 2014 | 2    | 5150 St. Anthony’s Triathlon                 | St. Petersburg | 01:47:11    | |
| 13. Apr. 2014 | 1    | Ironman 70.3 Putrajaya                       | Putrajaya      | 03:55:36    | |
| 16. März 2014 | 1    | Challenge Batemans Bay                       | Batemans Bay   | 03:51:59    | Sieger bei der Erstaustragung |
| 9. Feb. 2014  | 3    | Ironman 70.3 Geelong                         | Geelong        | 04:10:42    | |
| 10. Nov. 2013 | 5    | Ironman 70.3 Mandurah                        | Mandurah       | 03:50:32    | |
| 22. Sep. 2013 | 5    | Ironman 70.3 Cozumel                         | Cozumel        | 03:52:59    | |
| 7. Juli 2013  | 3    | Ironman 70.3 Norway                          | Haugesund      | 03:53:42    | erster Start auf der halben Ironman-Distanz |
| 8. Juni 2013  | 2    | Ironman 70.3 Cairns                          | Cairns         |             | |
| 11. Mai 2013  | 1    | Ironman 70.3 Busselton                       | Busselton      | 03:45:39    | |
| 7. Aug. 2012  | 32   | Olympische Sommerspiele 2012                 | London         | 01:50:23    | |
| 7. Aug. 2011  | 8    | ITU Triathlon World Championship Series 2011 | London         |             | |
| 16. Juli 2011 | 1    | ITU Triathlon World Championship Series 2011 | Hamburg        | 01:44:08    | |
| 26. März 2011 | 1    | ITU Triathlon World Cup                      | Mooloolaba     | 01:51:52    | [ 5 ] |
| 18. Sep. 2010 | 5    | Alpen-Triathlon                              | Schliersee     | 02:01:10    | Fünfter bei der Internationalen Deutschen Meisterschaft im Triathlon über die olympische Distanz (1,5 km Schwimmen, 40 km Radfahren und 10 km Laufen) |
| 11. Sep. 2010 | 5    | ITU Triathlon World Championship Series 2010 | Budapest       | 01:43:09    | Mit seinem 5. Rang beim 7. und letzten Rennen der Serie holte sich Kahlefeldt in der WM-Gesamtwertung 2010 den dritten Rang.                          |
| 16. Mai 2010  | 1    | Deutsche Triathlon-Bundesliga                | Gladbeck       | 00:20:24    | Sieg im Super-Sprint (0,25 km Schwimmen, 5,5 km Radfahren und 2,5 km Laufen)                                                                          |
| 8. Mai 2010   | 3    | ITU Triathlon World Championship Series 2010 | Seoul          | 01:52:17    | hinter dem deutschen Sieger Jan Frodeno |
| 27. März 2010 | 1    | ITU Triathlon World Cup                      | Mooloolaba     | 01:51:31    | [ 9 ] |
| 16. Aug. 2009 | DNF  | ITU World Championship Series 2009           | London         | –           | Ausstieg wegen Fußverletzung beim 6. Rennen |

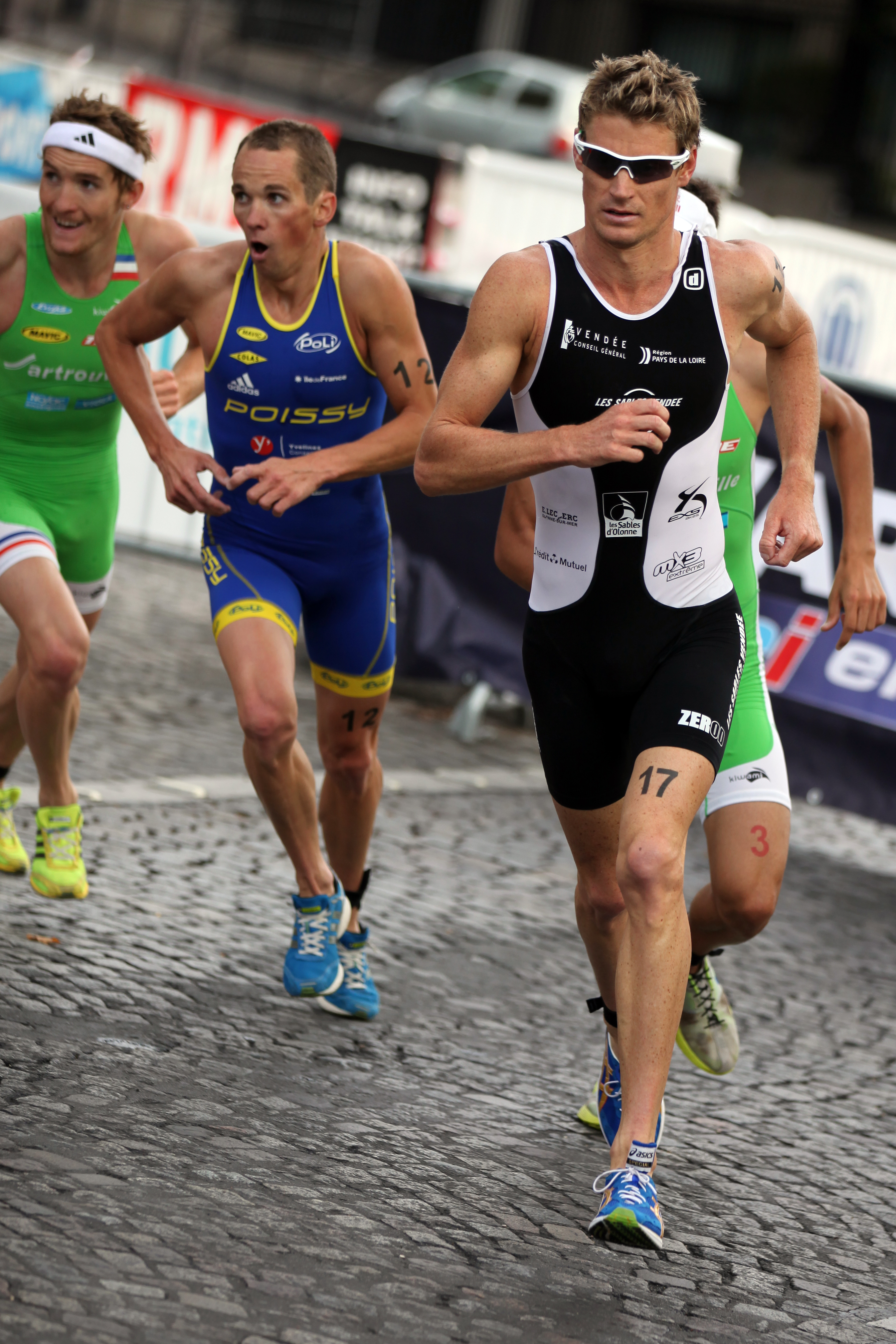
Brad Kahlefeldt und Gregory Rouault beim Grand-Prix-Triathlon in Paris (2011)

| 26. Juli 2009 | 2    | ITU World Championship Series 2009           | Hamburg        | 01:44:14    | 5. Rennen |
| 28. Juni 2009 | 2    | ITU Triathlon Team Sprint World Championship | Des Moines     |             | Zweiter bei der Team-Weltmeisterschaft – zusammen mit Emma Moffatt, Emma Snowsill und Courtney Atkinson                                               |
| 29. März 2009 | 2    | ITU World Championship Series 2009           | Mooloolaba     | 01:50:25    | Der gemeinsame Zieleinlauf mit Bevan Docherty führte zu einer nicht unumstrittenen Foto-Entscheidung der Rennrichter.                                 |
| 1. März 2009  | 1    | OTU Triathlon Oceania Championships          | Gold Coast     |             | |
| 19. Aug. 2008 | 16   | Olympische Sommerspiele 2008                 | Peking         | 01:50:36,00 | |
| 6. Apr. 2008  | 2    | ITU Triathlon World Cup                      | New Plymouth   | 01:48:03    | 1,5 km Schwimmen, 40 km Radfahren und 10,2 km Laufen                                                                                                  |
| 2007          | 3    | ITU Triathlon World Cup                      |                |             | Kurzdistanz |
| 9. Juni 2006  | 3    | ITU Triathlon World Cup                      | Hamburg        | 01:43:21    | 1,5 km Schwimmen, 40 km Radfahren und 10,2 km Laufen                                                                                                  |
| 30. Juli 2006 | 1    | ITU Triathlon World Cup                      | Salford        | 01:54:31    | Sieger über die olympische Distanz |
| 18. März 2006 | 1    | Commonwealth Games 2006                      | Melbourne      | 01:49:16    | Sieger über die olympische Distanz |
| 2005          | 3    | ITU Triathlon World Cup                      |                |             | Kurzdistanz |
| 21. Feb. 2004 | 1    | OTU Triathlon Oceania Championships          | Devonport      | 01:53:20    | Sieger vor seinem Landsmann Miles Stewart |
| 1999          | 15   | Alpen-Triathlon                              | Schliersee     | 02:06:48    | |

| Datum/Jahr | Rang | Wettbewerb                        | Austragungsort | Zeit  | Bemerkung                                                                   |
| ---------- | ---- | --------------------------------- | -------------- | ----- | --------------------------------------------------------------------------- |
| 2000       | 2    | ITU Aquathlon World Championships | Cancún         | 29:00 | Aquathlon-Vizeweltmeister (2,5 km Laufen, 1 km Schwimmen und 2,5 km Laufen) |

(DNF – Did Not Finish)